# Hullberga
Hullberga är öar i Åland (Finland). De ligger i den nordöstra delen av landskapet, 70 km nordost om huvudstaden Mariehamn.